# Josh Magennis
Joshua Brendan David „Josh“ Magennis (* 15. August 1990 in Bangor) ist ein nordirischer Fußballspieler, der aktuell beim englischen Verein Exeter City unter Vertrag steht. Seit 2010 ist er zudem für die nordirische Nationalmannschaft aktiv.

## Karriere

### Vereine
Magennis spielte in seiner Jugend als Torwart bei verschiedenen Vereinen, ehe er sich 2008 entschied als Stürmer zu spielen. 2009 erhielt er seinen ersten Profivertrag beim walisischen Verein Cardiff City, der in der zweiten englischen Liga spielte. Er wurde aber nach sieben Spielen an den Viertlisten Grimsby Town verliehen, wo er zu zwei Einsätzen kam. Nach der Rückkehr nach Cardiff bestritt er noch zwei Spiele für die Waliser. Zur Saison 2010/11 wechselte er ablösefrei zum schottischen Erstligisten FC Aberdeen, bei dem er in vier Spielzeiten in 105 Ligaspielen zehn Tore erzielte, teilweise aber auch als rechter Verteidiger spielte. Mit dem Verein kämpfte er aber immer gegen den Abstieg, der aber immer jeweils vermieden werden konnte. Im Scottish FA Cup 2010/11 erreichte er mit Aberdeen das Halbfinale, wo sie gegen den späteren Sieger Celtic Glasgow im heimischen Stadion mit 0:4 unterlagen. Ein Jahr später verloren sie das Pokal-Halbfinale wieder im eigenen Stadion gegen Hibernian Edinburgh mit 1:2. In der letzten Saison wurde er im Januar 2014 für den Rest der Saison an den Ligakonkurrenten FC St. Mirren ausgeliehen. Dort erzielte er in 13 Spielen kein Tor, der Verein beendete die Saison als Achter.
Zur Saison 2014/2015 wechselte er dann zum Ligakonkurrenten FC Kilmarnock. Mit dem neuen Verein konnte er in der ersten Saison als Drittletzter die Abstiegs-Playoffs knapp vermeiden, in der zweiten Saison mussten sie dann in die Abstiegs-Relegation, setzten sich dort aber in der letzten Runde gegen den FC Falkirk aus der 2. Liga auch ohne seine Mitwirkung durch, so dass sie auch 2016/17 erstklassig bleiben. Nach zwei Spielzeiten in Kilmarnock wechselte Magennis im August 2016 zum englischen Drittligisten Charlton Athletic. Nachdem die Mannschaft in der Saison 2017/18 in den Aufstiegs-Play-offs an Shrewsbury Town gescheitert war, wechselte er zum Zweitligisten Bolton Wanderers. Mit dem Verein stieg er aber am Ende der Saison ab, worauf er zu Hull City wechselte und damit zunächst weiterhin in der zweiten Liga spielen konnte. Allerdings stieg Hull City am Ende der Saison auch ab. In der dritten Liga konnte er mit 18 Toren zur Meisterschaft und zum sofortigen Wiederaufstieg beitragen.
Am 13. Januar 2022 erhielt er einen Zweieinhalb-Jahres-Vertrag beim Drittligisten Wigan Athletic. Nach Ablauf seines Vertrags bei Wigan schloss er sich zur Saison 2024/25 dem Drittligakonkurrenten Exeter City an.

### Nordirische Nationalmannschaft
Magennis spielte in der nordirischen U-17-Mannschaft noch als Torwart, ab der U-19 dann als Stürmer. Mit der U-21-Mannschaft nahm er an der Qualifikation für die U-21-EM 2011 teil und erzielte in sechs Spielen zwei Tore, beide bei der 2:6-Niederlage gegen Island. Als Gruppenvierte schieden die Nordiren ebenso aus wie Titelverteidiger Deutschland, der u. a. beim Spiel gegen Nordirland Mario Götze aufbot. Noch während der laufenden Qualifikation war er am 26. Mai 2010 im Freundschaftsspiel gegen die Türkei in der 61. Minute mit 19 Jahren zu seinem ersten A-Länderspiel für die nordirische Nationalmannschaft eingewechselt worden. Er wurde dann zwar auch vier Tage später beim Freundschaftsspiel gegen Chile wieder eingewechselt, musste dann aber fast sechs Monate bis zu seinem nächsten Kurzeinsatz warten. Danach folgte eine 26-monatige Pause, in der er aber siebenmal für die U-21 in der wieder erfolglos verlaufenen Qualifikation für die U-21-EM 2013 spielte, bis zu seinem nächsten vierminütigen Einsatz. Dem folgte zwar im nächsten Spiel eine Einwechslung für 17 Minuten, die nächsten sieben Spiele fanden dann aber wieder ohne seine aktive Mitwirkung statt, er saß lediglich dreimal auf der Bank. Ab Mai 2014 wurde er dann zu allen Länderspielen eingeladen und auch regelmäßig eingewechselt. Er hatte allerdings bisher nur zwei Startelfeinsätze: am 25. März 2015 gegen Schottland und am 8. Oktober 2015 beim 3:1 gegen Griechenland, wobei er mit seinem ersten Länderspieltor das zwischenzeitliche 2:0 erzielte. In beiden Fällen sah er das Spielende aber nicht auf dem Platz.
Am 18. Mai 2016 wurde er von Teammanager Michael O’Neill in den vorläufigen Kader mit 28 Spielern für die EM-Endrunde berufen. Er wurde dann auch für den endgültigen EM-Kader nominiert. In der zweiten Partie gegen die Ukraine hatte er sein EM-Debüt, als er in den Schlussminuten eingewechselt wurde. Danach kam er auch gegen Deutschland und nach Erreichen des Achtelfinales gegen Wales als Einwechselspieler zum Einsatz. Gegen Wales endete die Partie 0:1 und das Team schied aus.
In der nach der EM begonnenen Qualifikation für die WM 2018 gehörte er zur Stammelf und kam in neun der zehn Gruppenspiele zum Einsatz. Als Gruppenzweiter hinter Weltmeister Deutschland erreichten die Nordiren die Play-offs der besten Gruppenzweiten. Hier kam er in den beiden Spielen gegen die Schweiz zum Einsatz. Die Nordiren verloren ihr Heimspiel mit 0:1 und erreichten in der Schweiz nur ein torloses Remis. In der UEFA Nations League 2018/19 wurde er nur bei den beiden Auswärtsniederlagen gegen Bosnien-Herzegowina und Österreich eingesetzt. Da die Nordiren auch beide Heimspiele verloren, reichten es nur zum dritten und letzten Platz. In der Qualifikation zur Fußball-Europameisterschaft 2020 wurde er in allen acht Spielen eingesetzt und bestritt im letzten Spiel bei der 1:6-Niederlage gegen Deutschland sein 50. Länderspiel. Als Gruppendritte verpassten die Nordiren die direkte Qualifikation, hatten aber noch die Chance sich über die Playoffs im März 2020 zu qualifizieren, was nicht gelang. In der Qualifikation für die WM 2022 hatte er sechs Einsätze, belegte mit seiner Mannschaft aber hinter der Schweiz und Italien wieder nur den dritten Platz und diesmal blieb auch nicht der Weg über die Playoffs.
Auch die Qualifikation für die EM 2024, bei der er in sieben von zehn Spielen eingesetzt wurde, verlief wenig erfolgreich, denn als Gruppenfünfte blieben sie unter ihren Erwartungen. Lediglich die Spiele gegen San Marino und das letzte gegen bereits qualifizierte Dänen konnte gewonnen werden.